# Edmund Ho Hau Wah
Edmund Ho Hau Wah (chino tradicional: 何厚鏵, pinyin: Hé Hòuhuá, n. 13 de marzo de 1955), fue el Jefe Ejecutivo de la Región Administrativa Especial de Macao de la República Popular China.
Edmund Ho fue elegido Jefe Ejecutivo el 15 de mayo de 1999 por el comité de selección para el Jefe Ejecutivo de la Región Administrativa Especial de Macao (RAEM). Fue nombrado jefe ejecutivo, designado el 20 de mayo del mismo año por el entonces primer ministro chino Zhu Rongji, y juró formalmente el cargo de jefe Ejecutivo en la ceremonia que marcó el establecimiento de la Región Administrativa Especial de Macao el 20 de diciembre de 1999. Fue sustituido por Fernando Chui Sai On el 20 de diciembre de 2009.
Casado y padre de dos hijos, Ho es hijo del fallecido dirigente local y hombre de negocios Ho Yin.
- Datos: Q3048127
- Multimedia: Edmund Ho Hau Wah / Q3048127